# Bromsberg
Der Bromsberg ist der Südwestausläufer des Bergs Glasebach (505,8 m ü. NN) im Osthessischen Bergland und gehört zum Gebiet der Kleinstadt Spangenberg im nordhessischen Schwalm-Eder-Kreis. Auf seinen südlichen Hochlagen liegt auf 427,2 m ü. NN ein trigonometrischer Punkt.

## Geographische Lage
Der Bromsberg erhebt sich direkt ostnordöstlich der Spangenberger Kernstadt und nördlich des Tals der Pfieffe, die westwärts durch Spangenberg fließt und dort vom Essebach gespeist wird. Oberhalb dieser Einmündung liegt der nahe dem Bromsberg befindliche Schloßberg mit dem Schloss Spangenberg.

## Ehrenmal und Baumkirche
Auf dem Plateau des Bromsbergs wurde nach dem Ersten Weltkrieg ein Ehrenmal zum Gedenken an die gefallenen und vermissten Spangenberger errichtet. Das Ehrenmal geht auf die Pläne des Spangenberger Architekten und späteren Bürgermeister Theobald Fenner zurück. 52 Linden bilden mit ihren Stämmen und Kronen den Grundriss einer Kirche. Im Chorraum ragt ein Eisernes Kreuz hervor und ist von weitem sichtbar.
Im Jahr 2009 wurden die teilweise morschen Linden erneuert. Die Baumkirche wurde von Unrat gesäubert und durch kräftigen Rückschnitt wild angesäter Büsche und Beikräuter wieder in ihrer ursprünglichen Form hergestellt.
Die Baumkirche wurde auf eine Initiative des Spangenberger Bürgers, Ulrich Salzmann, wieder erneuert.